# (1856) Růžena
(1856) Růžena es un asteroide que forma parte del cinturón de asteroides y fue descubierto por Liudmila Ivanovna Chernyj desde el Observatorio Astrofísico de Crimea, Naúchni, el 8 de octubre de 1969.

## Designación y nombre
Růžena fue designado al principio como 1969 TW1.
Posteriormente, a propuesta de la descubridora se nombró en honor de la astrónoma Růžena Petrovicova, miembro del equipo del Observatorio Klet.

## Características orbitales
Růžena está situado a una distancia media de 2,237 ua del Sol, pudiendo acercarse hasta 2,06 ua. Su inclinación orbital es 4,742° y la excentricidad 0,07912. Emplea en completar una órbita alrededor del Sol 1222 días.